# دراج سفلی
دراج سفلی یکی از روستاهای استان آذربایجان شرقی است که در دهستان قوری‌چای غربی بخش سراجو شهرستان مراغه واقع شده‌است. دارای چند چشمه آب معدنی و یک رودخانه می باشد. تعدادی کوه دارد که نام یکی از کوه های آن ایلان داشی می باشد. روی این کوه همیشه تعدادی مار در حال خواب یا حرکت هستند به همین دلیل نام این کوه به زبان ترکی ایلان داشی گذاشته شده است.